# Onthophagus sulciger
Onthophagus sulciger é uma espécie de inseto do género Onthophagus, família Scarabaeidae, ordem Coleoptera.
Foi descrita cientificamente por Kolbe em 1893.